# Ezzelino III da Romano
Ezzelino III da Romano (ur. 25 kwietnia 1194, zm. 7 października 1259) – feudalny władca włoskiego miasta Trevignano, który w sojuszu z cesarzem Fryderykiem II podporządkował sobie Weronę i inne miasta w północno-wschodnich Włoszech.
Ezzelino z Romanii swoją karierę polityczną rozpoczął w wieku lat trzydziestu. W 1223 odziedziczył po ojcu Ezzelino II da Romano Treviso. W 1225 roku udało mu się opanować Weronę, a jego dominację nad miastem potwierdziło nadanie w 1226 godności podesty. W tym też roku Ezzelino włączył się w walkę Ligi Lombardzkiej z cesarzem Fryderykiem II. Szybko jednak zerwał współpracę z Ligą i w 1230 roku zrezygnował ze stanowiska podesty. Związał się wkrótce z cesarzem i dzięki jego pomocy w 1232 roku ponownie objął władzę w Weronie. Sojusz Ezzelino z cesarzem wywołał zaniepokojenie w miastach wchodzących w skład Ligi Lombardzkiej, takich jak Mantua, Padwa i Brescia. Wkrótce te trzy miasta wystąpiły przeciwko Ezzelinowi. Jednak jego władzę uratowały przybyłe na pomoc wojska cesarskie, które w 1236 roku wkroczyły do Werony. Z ich pomocą Ezzelino przystąpił do podporządkowywania sobie północnych Włoch, szybko zyskując sławę bezwzględnego i okrutnego władcy. 2 listopada 1236 roku złupił i zajął Vicenzę. 25 lutego 1237 roku jej los podzieliła Padwa. Kiedy w 1237 roku Fryderyk pokonał wojska Ligi Lombardzkiej w bitwie pod Cortenuowa, Ezzelino w nagrodę za wierną służbę otrzymał od cesarza rękę jego córki Selvaggi. Przystąpił wówczas do rozszerzania swojego panowania, bezwzględnie rozprawiając się ze swoimi wrogami. W 1247 roku zajął Cremonę, a w 1250 zdobył Belluno. Jednak szczęście opuściło go w 1250 roku, kiedy zmarł cesarz Fryderyk. Pozbawiony jego pomocy Ezzelino musiał sam stawić czoła koalicji swoich nieprzyjaciół. Papież Innocenty IV obłożył go ekskomuniką i wezwał do krucjaty przeciwko niemu. Następca Innocentego – Aleksander IV powierzył dowództwo wyprawy przeciw Ezzelinowi Filipowi z Rawenny. W 1256 roku Filip zdobył Padwę, w tym samym czasie siły Ezzelino zniszczyły Mantuę, a 1258 roku Brescę. Następnie w bitwie pod Gambarą pokonały i wzięły do niewoli Filipa. W 1259 roku Ezzelino zaatakował Mediolan. Jednak 27 września 1259 roku w bitwie pod Cassano d’Adda jego armia została rozgromiona, a on sam ranny dostał się do niewoli. Odmówił przyjmowania lekarstw oraz pożywienia i zmarł po czterech dniach.
Jakub Burckhardt tak podsumował jego styl rządów: Nikt z późniejszych, nawet Cezar Borgia, nie dorównał Ezzelinowi ogromem zbrodni.